# 一杯上路
《一杯上路》（英語：One for the Road，片名直译：最后一天..再见之前）是由泽东电影出品，纳塔吾·彭皮里亚执导、王家卫监制，朋抔·里拉塔纳卡邹、纳塔拉·诺帕卢塔亚朋、茱蒂蒙·琼查容苏因、维奧莱特·沃蒂埃领衔主演的泰国喜剧剧情片。电影于2021年1月28日在美国圣丹斯电影节进行首映，后于2022年2月10日在泰国境内银幕正式上映。

## 演员阵容
- 朋抔·里拉塔纳卡邹（Tor） 饰演 Boss
- 纳塔拉·诺帕卢塔亚朋（Ice） 饰演 Aood
- 茱蒂蒙·琼查容苏因（Aokbab） 饰演 Noona
- 维奧莱特·沃蒂埃（Violette） 饰演 Prim
- 芮塔·彭安（Ying） 饰演
- 希拉潘·瓦塔娜金达（Noon）饰演 Roong
- 普洛伊·霍旺（Ploy） 饰演 Alice

## 制作
2017年，继电影《模犯生》在中国等地取得巨大成功后，王家卫开始关注纳塔吾·彭皮里亚，并邀他加入新电影的制作。该项目自2017年开始讨论，并花了三年多的时间才把所有的东西结合成一部完整的作品。

## 发行
电影于2021年1月28日在2021年圣丹斯电影节上进行全球首映。2022年，泰国独家发行权被GDH 559收购，并将于2月10日在泰国影院上映。